# Fővárosi Nagycirkusz
A Fővárosi Nagycirkusz (rövidítve FNC, angolul Capital Circus of Budapest) Közép-Európa egyetlen kőcirkusza, amely Budapesten, a Városligetben található. 

## Története
Wulff Ede német–holland cirkuszigazgató 1889. június 27-én nyitotta meg a Városligetben világvárosi műsorral az általa építtetett vasvázas hullámbádogból készült cirkuszépületet. Ennek az épületnek a méretei a jelenlegi Fővárosi Nagycirkuszéval megegyeztek, ám befogadóképessége 2290 fő volt. Wulff Ede 1895-ben a Városi Cirkusz bérletét az Állatkert vezetőinek adta át.
1896-ban nyílt meg az Ősbudavára nevű mulató, amely szintén az Állatkert területén helyezkedett el; több világhírű artistát vonultatott fel, már-már elcsábította a közönséget a Városi Cirkusztól. 1904. április 30-án Matvej Ivanovics Beketov (Beketow Mátyás) a cirkusz újdonsült bérlője látványos műsorral nyitotta meg a Városi Cirkuszt, melyet saját költségén újított fel. Ettől kezdve 1934-ig Beketow Cirkusz volt a neve. 1908-ban a cirkusz 80 méterrel odébb került az Angol Park irányába. Könyöt Sándor mint társigazgató is a Városi Cirkuszhoz került az 1920-as években.
A főváros 1935-ben újfent pályázatot írt ki a cirkusz bérlésére, ezt egy városligeti vállalkozó, Fényes György nyerte meg. Ő szervezte meg az 1936. júliusi bemutatót, melynek alapos előkészítése és rendezése a felújított épület pompájával együtt nyűgözte le a közönséget. Számos kiváló és világhírű artista volt tagja a Fényes Fővárosi Nagycirkusz csapatának, mint például Eötvös Gábor, későbbi Jászai-díjas zenebohóc. Az ő művészetét Charlie Chaplin is elismeréssel méltatta.
Az utolsó Fényes-év 1943 volt, 1944-ben ugyanis a fokozódó bombázások miatt a főváros már megtagadta a játékengedély kiadását.
1945 júliusában kezdte meg újbóli működését a Fővárosi Nagycirkusz. 1950-ben alakult meg a későbbi Állami Artistaképző Iskola. 1954-ben alakult meg az Országos Cirkusz Vállalat (később Magyar Cirkusz és Varieté Vállalat), vagyis a mai Magyar Cirkusz és Varieté Nonprofit Kft., melynek része a Fővárosi Nagycirkusz. A közönség 1955 nyarán ismerhette meg az új, érettségizett artistákat. Az 1950-es évek során a cirkuszt államosították. A Népszava 1966. március 15-i számában tudósítottak a régi cirkuszépület bontásának megkezdéséről, így az ország egyetlen kőcirkusz-épülete néhány nap leforgása alatt eltűnt a Városligetből. Az 1950-es, 1960-as években Göndör Miklós, Árvai Rezső, Barton Nándor, Fekete Lajos vezették a Fővárosi Nagycirkuszt.
Az újbóli megnyitásra 1971. január 14-én került sor, este fél nyolckor ünnepi díszelőadás keretében megnyitotta kapuit az új Fővárosi Nagycirkusz, élén az első és ezidáig egyetlen női igazgatójával, Eötvös Gábornéval, a híres Picard-dinasztia leszármazottjával.
1996-óta, kétévente itt rendezik a Budapesti Nemzetközi Cirkuszfesztivált.
2015-ben a cirkusz vezetése elindította a Mit neked cirkusz! programot, egy új cirkuszépület felépítése kapcsán társadalmi vitát, közös gondolkodást kezdeményeztek arról, mit is jelent az emberek számára a cirkusz szó, mit gondolnak a művészek, az értelmiségiek, a színházszeretők és az egyszerűen csak szórakozni vágyók a cirkuszról mint előadó-művészeti ágról. Minden hónapban megrendezésre került a Fővárosi Nagycirkusz beszélgetéssorozata, az ARTista Café, amely során mindig egy aktuális cirkuszi kérdést vitattak meg a résztvevők.
2018. március 8-án nyílt meg a Fővárosi Nagycirkusz az Andrássy út 28. szám alatti jegyirodája, amit társbérlőként használ a Nemzeti Színházzal. Ennélfogva a Nagycirkusz jegypénztára mellett az Andrássy úton is lehet jegyet váltani a cirkusz előadásaira.
A Liget Budapest projekt részeként új épületet kap a Fővárosi Nagycirkusz, illetve az ehhez kapcsolódóan létesülő új cirkuszművészeti központ, a Városliget vonzáskörzetében. A beruházás 25 milliárd forintba kerül. A Közép-európai Cirkuszművészeti Központ egy olyan cirkuszkomplexumként jön létre Európa szívében, amely megfelelő infrastrukturális háttere lehet a most megújuló cirkuszművészetnek, és méltón őrzi majd a cirkuszművészeti hagyományokat. A klasszikus és modern cirkusz egymás mellett működhet majd.

### Igazgatói
| Sorszám | Név                                                                       | Hivatali idő                            | Megjegyzés |
| ------- | ------------------------------------------------------------------------- | --------------------------------------- | --- |
| 1.      | Wulff Ede                                                                 | 1889–1895                               | |
| 2.      | Beketow Mátyás                                                            | 1904–1919                               | |
| 3.      | Könyöt Sándor                                                             | 1904–1923                               | |
| 4.      | Beketow Mátyás                                                            | 1923–1928                               | |
| 5.      | Beketow Sándor és Árvai Rezső                                             | 1929–1935                               | |
| 6.      | Fényes György                                                             | 1936–1943                               | |
| 7.      | Göndör Miklós, Göndör Ferenc, Árvai Rezső, Barton Nándor, és Fekete Lajos | 1945–1966                               | |
| 8.      | Eötvös Gáborné                                                            | 1971–1981                               | |
| 9.      | Vitáris István                                                            | 1982–1985                               | |
| 10.     | Radnóti Tamás                                                             | 1986–1988                               | |
| 11.     | Kristóf István                                                            | 1988. április 1. – 2012. február 10.    | |
| 12.     | Kriza Zsigmond                                                            | 2012. február 10-től november 1-ig      | Ebben az időszakban ideiglenesen Dr. Kriza Zsigmond, a MACIVA ügyvezető igazgatója látta el az Fővárosi Nagycirkusz igazgatói posztját.                                                                                          |
| 13.     | Richter József                                                            | 2012. november 1. – 2015. november 30.) | |
| 14.     | Fekete Péter                                                              | 2015. december 1. –                     | dr. Borsós Beáta 2018-tól 2022-ig a Fővárosi Nagycirkusz megbízott igazgató volt. 2022-től ismét Fekete Péter vezeti a Fővárosi Nagycirkuszt és annak működtető intézményét, a Nemzeti Cirkuszművészeti Központ Nonprofit Kft-t. |

## Megközelítés
| Járat           | Útvonal                                            | Megálló         |
| --------------- | -------------------------------------------------- | --------------- |
| M1-es metró     | Mexikói út – Vörösmarty tér                        | Széchenyi fürdő |
| 72-es trolibusz | Arany János utca – Zugló vasútállomás (Hermina út) | Széchenyi fürdő |